# فوكه وولف تا 400
فوك هوولف تا 400 كانت مشروع تصميم قاذفة ثقيلة كبيرة سداسية المحركات تم تطويرها في ألمانيا النازية في عام 1943 بواسطة فوكه وولف كمنافس خطير لمشروع أمريكا بومبر. واحدة من أولى الطائرات التي تم تطويرها من مكونات من بلدان متعددة، وكانت أيضًا واحدة من أكثر تصميمات فوكه وولف قدمًا في الحرب العالمية الثانية، على الرغم من أنها لم تتقدم أبدًا إلى ما بعد نموذج نفق الرياح.
تم تصميم تا 400 كطائرة قاذفة وطائرة استطلاع بعيدة المدى من قبل كورت تانك.

## التصميم والتطوير
استجابة لتوجيهات وزارة طيران الرايخ المؤرخة 22 يناير 1942، صمم كورت تانك من شركة فوك وولف طائرة تا 400 كطائرة استطلاع وقاذفة بعيدة المدى، يتم تشغيلها بواسطة ستة محركات شعاعية BMW 801 D، والتي تعمل طائرتان من طراز جومو 004 تم إضافة محركات في وقت لاحق. بدأت أعمال التصميم في عام 1943، حيث تم تنفيذ معظمها من قبل الفنيين الفرنسيين العاملين في فووك وولف في شاتيون بالقرب من باريس، مع منح عقود لتصميم وبناء المكونات الرئيسية إلى الألمانية والفرنسية والإيطالية  الشركات في محاولة لتسريع العملية والبدء في بناء النماذج الأولية في أقرب وقت ممكن.

### قائمة المراجع
- Griehl, Manfred. Luftwaffe over America. London: Greenhill Books, 2006. (ردمك 978-0-7607-8697-0).
- Herwig, Dieter and Heinz Rode. Luftwaffe Secret Projects: Strategic Bombers 1935-45. Earl Shilton, UK: Midland Publishing, 2000. (ردمك 1-85780-092-3).
- Uziel, Daniel. Arming the Luftwaffe: the German aviation industry in World War II . McFarland, US, 2012. (ردمك 978-0-7864-6521-7).